# Idol Star Athletics Championships
O Idol Star Athletics Championships (em coreano: 아이돌 스타 육상 선수권 대회; comumente abreviado como ISAC) é um programa de televisão sul-coreano que foi ao ar pela primeira vez em 2010. O programa dispõe de celebridades, mais notavelmente Ídolo de K-pop cantores e grupos, que competem em multi-eventos desportivos. O show é transmitido pela MBC.

## Idol Star Athletics Championships
| Indica Chuseok Especial |

| Campeonato | Ano  | Local                  | Datas de Transmissão         | Eventos          | Eventos | Eventos  | Concorrentes      | Ref.                             |
| Campeonato | Ano  | Local                  | Datas de Transmissão         | Total            | Homens  | Mulheres | Concorrentes      | Ref.                             |
| ---------- | ---- | ---------------------- | ---------------------------- | ---------------- | ------- | -------- | ----------------- | -------------------------------- |
| I          | 2010 | Mokdong Stadium        | 25 e 26 de Setembro de 2010  | 10               | 5       | 5        | 130 (16 equipes)  | [ 1 ] [ 2 ] [ 3 ]                |
| II         | 2011 | Jamsil Arena           | 5 e 6 de Fevereiro de 2011   | 7                | 4       | 3        | 140 (17 equipes)  | [ 4 ] [ 5 ] [ 6 ]                |
| III        | 2011 | Mokdong Stadium        | 13 de Setembro de 2011       | 11               | 6       | 5        | 150 (12 equipes)  |                                  |
| IV         | 2012 | Jamsil Arena           | 24 e 25 de Janeiro de 2012   | 12               | 6       | 6        | 150 (16 equipes)  | [ 7 ]                            |
| V          | 2012 | Mokdong Stadium        | 25 e 26 de Julho de 2012     | 14 (2 misturado) | 7       | 5        | 150 (9 equipes)   |                                  |
| VI         | 2013 | Goyang Gymnasium       | 11 e 20 de Fevereiro de 2013 | 10 (1 misturado) | 5       | 4        | 150 (10 equipes)  |                                  |
| VII        | 2013 | Goyang Gymnasium       | 19 e 20 de Setembro de 2013  | 10               | 5       | 5        | 160 (5 equipes)   | [ 8 ] [ 9 ] [ 10 ] [ 11 ] [ 12 ] |
| VIII       | 2014 | Jamsil Arena           | 9 e 10 de Janeiro de 2014    | 10               | 5       | 5        | 230+ (8 equipes)  | [ 13 ] [ 14 ] [ 15 ]             |
| IX         | 2015 | Goyang Gymnasium       | 19 e 20 de Fevereiro de 2015 | 9                | 5       | 4        | ~220 (22 equipes) | [ 16 ]                           |
| X          | 2015 | Goyang Gymnasium       | 28 e 29 de Setembro de 2015  | 8                | 4       | 4        | ~300 (10 equipes) | [ 17 ]                           |
| XI         | 2016 | Goyang Gymnasium       | 9 e 10 de Fevereiro de 2016  | 9 (1 misturado)  | 4       | 4        | ~180 (7 equipes)  | [ 18 ]                           |
| XII        | 2016 | Goyang Gymnasium       | 15 de Setembro de 2016       | 8                | 4       | 4        | ~200 (7 equipes)  | [ 20 ] [ 21 ] [ 22 ]             |
| XIII       | 2017 | Goyang Gymnasium       | 30 de Janeiro de 2017        | 8                | 4       | 4        | 194 (8 equipes)   | [ 24 ] [ 25 ]                    |
| XIV        | 2018 | Goyang Gymnasium       | 15 e 16 de Fevereiro de 2018 | 11               | 6       | 5        | 200+ (14 equipes) |                                  |
| XV         | 2018 | Goyang Gymnasium       | 25 e 26 de Setembro de 2018  |                  |         |          | 200+              |                                  |
| XVI        | 2019 | Samsan World Gymnasium | 5 e 6 de Fevereiro de 2019   | 10               | 5       | 5        |                   |                                  |